# Albert-Marie Schmidt
Albert-Marie Schmidt (n. 10 octombrie 1901, Paris – d. 8 februarie 1966, Paris) a fost un profesor universitar la Caen și Lille, unul dintre cei mai mari specialiști în ceea ce privește secolul al XVI-lea și Renașterea. Activitatea sa cu privire la poeții din categoria „Grands rhétoriqueurs” constituie baza cercetărilor în acest domeniu. Membru al Bisericii Reformate, el a colaborat o lungă perioadă la ziarul calvinist La Réforme.
El este, de asemenea, unul din membrii fondatori ai Oulipo și creatorul acronimului Olipo, apoi Oulipo, fiind cel care a propus redenumirea astfel a Sélitex (Seminarul de literatură experimentală).
Numele lui a fost dat bibliotecii Facultății de Litere Moderne de la Université de Lille III.
El este tatăl scriitorului și istoricului Joël Schmidt.

## Publicații
Poezii
- L’Amour noir, poeme baroce, Éditions de Monaco, 1959 (reed. 1982).

Eseuri
- La Poésie scientifique en France au seizième siècle, Albin Michel, 1938.
- La Littérature symboliste, collection « Que Sais-Je ? », PUF, 1942.
- Poètes et romanciers du Moyen Age, împreună cu A. Pauphilet și R. Pernoud, La Pléiade, Gallimard, 1952.
- Poètes du XVIe siècle, La Pléiade, Gallimard, 1953.
- Calvin, Seuil, 1957.
- La Mandragore, Flammarion, 1958.
- Maupassant par lui-même, Seuil, 1962 (reed. 1976).
- Jean Calvin et la tradition calvinienne, Le Cerf, 1964.
- XIVe et XVe siècles français. Les sources de l’Humanisme, Seghers, 1964.
- Études sur le XVIe siècle, Albin Michel, 1967.
- Paracelse, ou la force qui va, Plon, 1967.
- Le Roman de Renart transcrit dans le respect de sa verdeur originale pour la récréation des tristes et la tristesse des cafards par Albert-Marie-Schmidt, Albin Michel, 1963.
- O parte din biblioteca lui a fost vândută pe 20 și 21 martie 1969, la Hôtel Drouot (299 loturi); catalog publicat sub titlul Bibliothèque A.M.S. - Livres et Manuscrits.